# Нилаканта Сомаяджи
Келаллур Нилаканта Сомаяджи — средневековый индийский астроном и математик XV—XVI веков, участник Керальской школы астрономии и математики в провинции Керала, южная Индия. Наиболее известен астрономическим трудом «Тантрасанграха» (1500 год), в котором изложены значительные достижения керальской школы в астрономии и математике. Приставка «Сомаяджи» обозначает почётный титул посвящённого в ведической традиции.

## Биография
Нилаканта — один из немногих представителей керальской школы, о жизни которых пусть немного, но известно. В нескольких своих трудах («сиддхантах») он упоминает, что родился, в пересчёте на современный календарь, в 1444 году, а в средневековых индийских сочинениях утверждается, что он прожил ровно сто лет. В сиддхантах «Арьябхатия-бхашья» и «Лагурамаяна» Нилаканта сообщает, что происходит из браминского рода («готры») Келаллур, упоминает имя своего отца (Джатаведас), брата (Санкара), жены (Арья) и двух сыновей (Рама, Дакшинамурти).
Астрономию и математику Нилаканта изучал под руководством Дамодары. Среди учеников самого Нилаканты, по некоторым сведениям, был знаменитый малайский поэт Тунджатту Эжуттаччан.

## Научная деятельность
В 1500 году Нилаканта в своей «Тантрасанграхе» предложил модификацию системы мира, ранее описанной Ариабхатой. В своём труде  Ариабхатия-бхашья, комментариях к Ариабхатье, он предложил модель, где планеты Меркурий, Венера, Марс, Юпитер и Сатурн обращаются вокруг Солнца, а оно, в свою очередь, вокруг Земли. Эта гео-гелиоцентрическая система напоминает предложенную Тихо Браге в конце XVI века. Большинство астрономов Керальской школы приняли его модель.
В «Тантрансаграхе» Нилаканта переработал и уточнил свою модель мира и впервые привёл разложение тригонометрических функций в бесконечный ряд; автором этих разложений, скорее всего, был Мадхава из Сангамаграмы. Построенная Нилакантой математическая модель движения внутренних планет (Меркурия и Венеры) была самой точной вплоть до открытий Кеплера.

## Труды
Приведём список основных трудов Нилаканты.
1. Тантрасанграха.
2. Голасара, базовое пособие по астрономии.
3. Сиддхантадарпана, краткий астрономический справочник.
4. Чандрачаяганита, руководство из 32 стихов, в частности, по работе с солнечными часами.
5. Арьябхатия-бхашья, комментарий к основной работе Ариабхаты.
6. Сиддхантадарпана-вьяхья, дополнение к труду Сиддхантадарпана.
7. Чандрачхаяганита-вьяхья, дополнение к труду Чандрачаяганита.
8. Сундарая-прасноттара, ответы на вопросы авторитетного тамильского астронома Сундараи.
9. Граханади-гранта, обоснование необходимости пересмотра нескольких астрономических констант.
10. Грахапариксакрама, описание методики проверки астрономических вычислений с помощью регулярных наблюдений.
11. Джьётирмимамса, курс астрономии.